# Штаделхофен
Штаделхофен (њем. Stadelhofen) општина је у њемачкој савезној држави Баварска. Једно је од 36 општинских средишта округа Бамберг. Према процјени из 2010. у општини је живјело 1.256 становника. Посједује регионалну шифру (AGS) 9471189.

## Географски и демографски подаци
Штаделхофен се налази у савезној држави Баварска у округу Бамберг. Општина се налази на надморској висини од 478 метара. Површина општине износи 41,1 km². У самом мјесту је, према процјени из 2010. године, живјело 1.256 становника. Просјечна густина становништва износи 31 становника/km².